# تيبى هيدرن
ناتالي كاي «تيبى» هيدرن (بالإنجليزية: Nathalie Kay "Tippi" Hedren) هي ممثلة أمريكية وعارضة أزياء وناشطة في مجال حقوق الحيوان ولدت في نيو أولم بولاية مينيسوتا بالولايات المتحدة الأمريكية في 19 يناير 1930، أصبحت هيدرين ممثلة بعد أن اكتشفها المخرج ألفريد هيتشكوك أثناء ظهورها في إعلان تلفزيوني في عام 1961 واسند لها دور ميلانى دانليز في فيلم الطيور لتنال عنه جائزة الجولدن جلوب في أول ظهور لها على الشاشة وكان العمل التالى أيضاً مع ألفريد هيتشكوك في فيلم مارني مع شون كونرى.

## روابط خارجية
- تيبى هيدرن على موقع IMDb (الإنجليزية)
- تيبى هيدرن على موقع الموسوعة البريطانية (الإنجليزية)
- تيبى هيدرن على موقع مونزينجر (الألمانية)
- تيبى هيدرن على موقع ألو سيني (الفرنسية)
- تيبى هيدرن على موقع تيرنر كلاسيك موفيز (الإنجليزية)
- تيبى هيدرن على موقع أول موفي (الإنجليزية)
- تيبى هيدرن على موقع قاعدة بيانات الأفلام السويدية (السويدية)
- تيبى هيدرن على موقع إن إن دي بي (الإنجليزية)
- تيبى هيدرن على موقع ديسكوغز (الإنجليزية)
- تيبى هيدرن على موقع قاعدة بيانات الفيلم (الإنجليزية)